# Cathédrale Sainte-Marie de Wau
Cette  cathédrale n’est pas la seule cathédrale Sainte-Marie.
La cathédrale Sainte-Marie située à Wau, capitale de l'état du Bahr el Ghazal occidental au Soudan du Sud, est le siège de l'évêque du diocèse de Wau.